# Lugares de memória
Lugar de memória (do francês lieu de mémoire) é um conceito histórico proposto ao longo da obra homônima Les Lieux de Mémoire, ainda sem tradução completa para a língua portuguesa, publicada entre 1984 e 1992, sob a direção de Pierre Nora. Formada por sete tomos, a obra conjunta se tornou referência para o estudo da história cultural francesa e o termo lugar de memória assumiu uma importante posição nos debates teóricos sobre a memória coletiva, a história e o patrimônio cultural.

## Origem
Em 1978, em sua contribuição sobre a “memória coletiva” na enciclopédia La Nouvelle Histoire, organizada por Jacques Le Goff, Pierre Nora observou que “a história era escrita sob a pressão das memórias coletivas”, que buscam “compensar o desenraizamento histórico do social e a ansiedade do futuro pela promoção de um passado que até agora não tinha sido vivido como tal”.
A partir desse apontamento, Nora começaria a cunhar e desenvolver o conceito que viria a ser definido como lugar de memória a partir de sua produção historiográfica. Entre 1978 e 1981, o historiador francês organizou seminários na École des Hautes Études en Sciences Sociales de Paris, onde se debatiam a memória e identidade na construção da história da França a partir de uma abordagem crítica e não-comemorativa. Essas reuniões contribuíram com a elaboração do termo, que viria a surgir de facto com a publicação dos primeiros tomos dos Lieux de Mémoire.

## Conceito
Um lugar de memória, em todos os sentidos da palavra, pode variar desde o objeto mais material e concreto, localizado geograficamente, até o objeto mais abstrato e intelectualmente construído. Pode, portanto, ser um monumento, uma personagem, um museu, um arquivo, ou mesmo um símbolo, um lema, um evento ou uma instituição. No entanto, um objeto só constitui um lugar de memória a partir do momento em que “escapa do esquecimento e uma comunidade o reinveste com seus afetos e suas emoções”, referenciando-se assim a uma história coletiva.
“Mesmo um lugar de aparência puramente material, como um depósito de arquivos, só é lugar de memória se a imaginação o investe de aura simbólica. Mesmo um lugar puramente funcional, como um manual de aula, um testamento, uma associação de antigos combatentes, só entra na categoria se for objeto de um ritual. Mesmo um minuto de silêncio, que parece o extremo de uma significação simbólica, é, ao mesmo tempo, um corte material de uma unidade temporal e serve, periodicamente, a um lembrete concentrado de lembrar. Os três aspectos coexistem sempre (...). É material por seu conteúdo demográfico; funcional por hipótese, pois garante ao mesmo tempo a cristalização da lembrança e sua transmissão; mas simbólica por definição visto que caracteriza por um acontecimento ou uma experiência vivida por pequeno número uma maioria que deles não participou”.
No último texto dos Lieux, "A era das comemorações", Nora identificaria que a partir da década de 1980, a identidade nacional francesa passou a ser encaminhada pela via do patrimônio cultural e por um sentimento de multiplicidade e diversidade. O próprio Nora começa, assim, a referir-se não mais “à” França, mas sim “às” Franças em sua obra.
O historiador aponta que as memórias coletivas diversas de inúmeros grupos sociais e, portanto, os lugares de memória que compõem a França passaram a vir à tona publicamente. Nesse contexto, o próprio conceito de patrimônio cultural começa a se ampliar e acompanhar esse movimento: “[O patrimônio] desceu do céu das catedrais e dos castelos para se refugiar nos costumes esquecidos e em antigas maneiras de fazer, nas boas garrafas [de vinho], nas canções e nos dialetos; saiu dos museus nacionais para invadir os espaços verdes ou se fixar sobre as pedras das velhas ruas”.

## Desdobramentos
De acordo com a historiadora Janice Gonçalves, a pluralização do patrimônio cultural, aliada à narrativa nacional pautada na memória coletiva de grupos sociais, contribuíram para o surgimento de inúmeras instâncias de preservação patrimonial ligadas ao Estado, mas também a entidades não-governamentais, que escolheram justamente as comemorações como sua manifestação mobilizadora e de visibilidade.

Muitas dessas comemorações passaram a se articular ao turismo predatório, à lógica de mercado e à espetacularização, muitas vezes colocando em segundo plano aquilo que pretendiam inicialmente celebrar. Dessa forma, as próprias comemorações passaram a se apropriar do conceito de lugar de memória. O próprio Nora iria indicar que o termo que cunhara passou por um processo de banalização e ressignificação:
“De início, a noção de lugar de memória era uma forma de distância crítica em relação a uma história nacional unitária, teleológica, espontaneamente habitada por uma intenção autocelebrativa e comemorativa dela mesma. Mas tal era já o império do memorial que a ferramenta forjada para dissolver o comemorativo acabou por ser empunhada para se tornar o instrumento por excelência da comemoração em todas as direções”.

### Guerras de Memória
Outro importante desdobramento no debate sobre os lugares de memória foram as concorrências memoriais ou guerras de memória.
Com o aumento das reivindicações de memória e de participação na construção da identidade nacional, diferentes grupos sociais passaram a entrar em conflitos que, por sua vez, passaram a ser mais frequentes. Na França, as tentativas de resolução dessas tensões levaram os envolvidos a buscarem a judicialização. Começam, assim, a surgir as leis memoriais, que determinariam, no caso de conflitos memoriais particularmente sensíveis, versões legalmente corretas, que deveriam ser cumpridas também por historiadores sob pena de serem condenados juridicamente.
Essa judicialização levou a um cisma entre inúmeros historiadores franceses em 2005, devido a homologação da polêmica lei memorial francesa de 23 de fevereiro, que obrigava os programas escolares franceses a reconhecer o papel positivo da presença francesa no Ultramar, principalmente no norte da África.
De um lado, o grupo Liberdade para a História (do francês Liberté pour l'histoire) presidido pelo próprio Pierre Nora, passou a criticar essa e outras leis memoriais e a denunciar, em linhas gerais, os abusos da memória. De outro, o Comitê de Vigilância Face aos Usos Públicos da História (do francês Comité de vigilance face aux usages de l’histoire – CVUH) relativizava as críticas às leis memoriais e as entendiam como importantes ferramentas para o reconhecimento dos diversos grupos sociais franceses e no dever da memória.